# 舞力四射
《舞力四射》（日语：トライブクルクル）是一部日昇動畫制作的原創日本電視动画，于2014年9月28日至2015年10月4日在朝日电视台播出，之后由附属公司萬代南夢宮圖像（BN Pictures）继续制作；同时经动画代理商森泰电影制片厂（Sentai Filmworks）授权在北美播出。

## 情节
一个爱跳舞的初中生飞龙跳跃遇见了一个同样擅长舞蹈但羞于在公共场合表演的女生音咲花音。当他们关系越来越近以后，又与其他三人——坂上云之助、真城瑞希、天宝院——组成了一个名叫“舞力四射”的团队。

## 電視動畫
《舞力四射》是在2014年9月28日至2015年10月4日期间日昇公司在朝日电视台播出的第一部动画，之后由附属公司萬代南夢宮圖像（BN Pictures）制作，在美国网站Crunchyroll上播出。这部作品由藤森雅也导演，富冈淳广编剧，柳田義明设计角色，Avex Proworks和A-bee制作音乐，Lol演唱主题曲《舞动奇迹》。就像其他在朝日电视台播放的动画片一样，《舞力四射》只有片头曲没有片尾曲。

## 电子游戏
《舞力四射》于2015年5月28日由万代南梦宫娱乐公司制作成电子游戏，发行于任天堂3DS平台。

## 外部連結
- 電視動畫「舞力四射」日昇官方網頁 （页面存档备份，存于）（日語）
- 電視動畫「舞力四射」名古屋電視台網頁 （页面存档备份，存于）（日語）
- 遊戲「舞力四射 THE G@ME」官方網頁 （页面存档备份，存于）（日語）
- 舞力四射的X（前Twitter）（日語）